# Galerina paludinella
Galerina paludinella är en svampart som beskrevs av P.D. Orton 1988. Galerina paludinella ingår i släktet Galerina och familjen Strophariaceae.   Inga underarter finns listade i Catalogue of Life.